# Kapala ivorensis
Kapala ivorensis är en stekelart som beskrevs av Jean Risbec 1954. Kapala ivorensis ingår i släktet Kapala och familjen Eucharitidae.
Artens utbredningsområde är:
- Kamerun.
- Elfenbenskusten.
- Kenya.
- Madagaskar.
- Nigeria.
- Sierra Leone.
- Uganda.

Inga underarter finns listade i Catalogue of Life.